# Madragana Ben Aloandro
Madragana Ben Aloandro, más tarde Maior o Mor Afonso (Faro, Algarve, c. 1230 -?) fue una amante de Alfonso III de Portugal desde que éste completó la Reconquista de Portugal tomando Faro en 1249. Faro había sido parte del reino musulmán del Algarve, y allí el padre de Madragana, Aloandro Ben Bekar o Ben Bakr, era el alcaide (cadí, قاضى) o gobernador militar hereditario del castillo de Faro. Maior ha resultado ser una antecesora de las más importantes familias reales y aristocráticas europeas. Cuando la pasión del rey desapareció, la casaron con Fernão Rei, y existe documentación de la existencia de una hija de este matrimonio, Sancha Fernandes.
De su nombre, padres, religión, etnia, e hijos, dudas ha habido. Por ejemplo, respecto a su hijo Martín Alfonso Chichorro, el cronista António Caetano de Sousa escribió: «de esta forma quedó sepultado en la antigüedad quién fué su madre, pues no se encuentra escritura, ni documento otro digno de fé, que lo asegure».

## Biografía
Si bien no hay fuente cierta sobre los antecesores de Maior, algunos, como por ejemplo Duarte Nunes de Leão, o Antonio Brandão, alegaron que el padre de Maior fue Aloandro Ben Bekar o Ben Bakr, un alcaide de Faro, de los Banu Harún, antiguos señores de la Taifa de Santa María del Algarve; Francisco Brandão, quien sucedió a Antonio Brandão, en cambio, tachó dicha suposición de "apócrifa".
En todo caso, podría darse que el alcaide de Faro haya tenido una hija; ya que así lo consignó el español Jerónimo de Sosa en su Pericope Genealógico. Con todo, de Sosa no publicó el nombre de la misma.
Si es que Maior fue hija del alcaide Aloandro Ben Bekar o Ben Bakr, podría darse entonces que fue Maior descendiente del exilarca judío en Babilonia y por ende del rey David de Israel, pues a Aloandro Ben Bekar o Ben Bakr se atribuye dicha ascendencia.
Fue bautizada —probablemente por segunda vez por ser ya cristiana según el rito mozárabe y rebautizada según el romano— y recibió un nuevo nombre cristiano, Maior Afonso, o Mor Afonso (Mor era una abreviatura para Maior, un nombre femenino común en el Portugal medieval). El nombre Afonso le fue dado significando "la hija de Alfonso", lo que sugiere que el padre de sus hijos fue también su padrino, que ella era su hija espiritual al bautizarse, gozando de la protección del rey.
Hay una cierta controversia con respecto al hecho de que haya sido mora: su padre era descendiente de judíos. Duarte Nunes de Leão, cronista real portugués del siglo XVI, asegura que Madragana era mora. Esto es negado en el siglo XVIII por Antonio Caetano de Sousa, en su obra Histórica Genealógica da Casa Real Portuguesa. Era probablemente mozárabe.

## Ascendencia
El nombre de su padre era Aloandro Ben Bekar o Ben Bakr (conocido como Aloandro o Aldroando Gil después de su bautismo). Aloandro y Bekar o Bakr son las únicas formas portuguesas conocidas de su nombre árabe original. Se supone que era un mozárabe, pero podría ser un muladí, un moro, un judío musulmán o un judío cristiano, pues los documentos carecen de información sobre ese aspecto.
Algunos autores consideran a Aloandro como hijo de Bakr Ben Yahia y nieto de Yahia Ben Bakr, ambos gobernadores de Faro. Madragana es llamada en antiguas crónicas Mourana o Mourana Gil.

## Hijos
Madragana fue madre de dos de los varios hijos del rey: 
- Martim Afonso Chichorro (c. 1250-después de 1313), casado con Inês Lourenço de Sousa (o Inês Lourenço de Valadares) (c. 1250-?), de quien descienden los Sousa señores de Mortágua y señores del Prado, entre otras familias. Fue nombrado en 1302 por su hermanastro Dionisio I de Portugal, cadí de los Moros de Faro.
- Urraca Afonso (circa 1260-?), que casó dos veces: en 1265 con Pedro Anes Gago de Riba Vizela (c. 1240-1286; dos veces su primo, ya que ambos descendían de una hija del rey Alfonso I de Portugal y de su amante Elvira Guálter, y de Sancho Núñez de Celanova y de su esposa la infanta Sancha Enríquez, hermana de ese rey), y cuya única hija se casó sin descendencia. Urraca casó por segunda vez con João Mendes de Briteiros (c. 1250-?), y de este matrimonio existe una numerosa descendencia: familias como los Pereira señores de Paiva, Baltar, Cabeceiras de Basto, Riba de Vizela, Paço de Sousa, Arco de Baúlhe, etc.

De Maior Afonso desciende la aristocracia y las familias reales europeas más importantes, por medio de la casa de Sousa (condes de Miranda do Corvo, marqueses de Arronches y duques de Lafões). Uno de sus descendientes más ilustre fue Rui de Sousa, que en 1494 negoció, escribió y firmó el tratado de Tordesillas, en nombre de su rey, Juan II de Portugal. Rui fue acompañado a la corte castellana por su hijo, João de Sousa, que también firmó el tratado. También fue notable Martim Afonso de Sousa, el de la Batalla Real, II señor de Mortágua, que participó en la batalla de Aljubarrota en 1385, u otro Martin Afonso de Sousa, gobernador de Brasil y de la India portuguesa en el siglo XVI.
Las familias reales europeas también descienden de ella por medio de Carlota de Mecklemburgo-Strelitz, esposa de Jorge III del Reino Unido y abuela paterna de la reina Victoria y por los siguientes matrimonios de miembros de la familia real inglesa con los de otras casas reales.